# The Tommyknockers (livro)
The Tommyknockers|Os Estranhos é um romance de ficção científica publicado em 1987, pelo autor  Stephen King . Embora mantendo um estilo de terror|horror, o romance é uma excursão ao reino da ficção científica para King, enquanto os moradores da cidade de Haven, no Maine, gradualmente caem sob a influência de um misterioso objeto enterrado na floresta. 
King mais tarde classificaria o romance de maneira desfavorável, descrevendo-o como "um livro horrível". 

## Sinopse
Enquanto caminhava na floresta perto da pequena cidade de Haven, no Maine, Roberta (Bobbi) Anderson, uma escritora de ficção temática do Velho Oeste, depara-se com um objeto de metal que acaba sendo uma protuberância de uma espaçonave alienígena há muito enterrada. Uma vez exposta, a espaçonave começa a liberar um gás invisível na atmosfera que gradualmente transforma as pessoas em seres semelhantes aos alienígenas que estavam na espaçonave. A transformação, fornece a eles uma forma limitada de genialidade que os torna muito inventivos, mas não fornece nenhum balisamento moral, filosófico ou ético de suas invenções. A espaçonave também impede que as pessoas afetadas saiam da cidade, provoca violência psicótica em algumas pessoas e causa o desaparecimento de um menino, David Brown, cujo irmão mais velho, Hilly, o teleporta para o planeta, conhecido como Altair 4 pelos Havenites. 
O personagem central do livro é James Eric Gardener, um poeta e amigo de Bobbi Anderson, que atende pelo apelido de "Gard". Ele é um pouco imune aos efeitos da espaçonava por causa de uma placa de aço em sua cabeça, uma lembrança de um acidente de esqui na adolescência. Gard também é um alcoólatra e é propenso a bebedeiras que resultam em explosões violentas seguidas de longos apagões e amnésia. Como Bobbi está obcecada e Euforia em se tornar una com a espaçonave, Gard percebe cada vez mais a saúde de Bobbi piorar e sua sanidade desaparecer. 
Testemunhando a transformação das pessoas da cidade piorar, a tortura e a manipulação do cachorro de Bobbi, Peter, e as pessoas sendo mortas ou coisas piores acontecendo sempre que se intrometem profundamente nos estranhos eventos que ocorrem, Gard manipula Bobbi para permitir que ele entre na espaçonave. Depois que ele vê que Bobbi não é mais sua velha amiga e amante, ele atira e a mata. Antes de morrer, ela telepaticamente convoca as pessoas da cidade que, em seguida, pululam para perto de sua casa com a inteção de matar Gard. Ev Hillman, avô de David e Hilly, ajuda Gardener a fugir para a floresta em troca de salvar David Brown de Altair-4. Gard entra na espaçonave quando está perto da morte depois de ter lutado com os habitantes da cidade. Com suas últimas forças, ele ativa a espaçonave e a lança telepaticamente para o espaço. Isso resulta na morte de quase todos os moradores da cidade, mas impede as conseqüências possivelmente desastrosas da influência da espaçonave se espalhar para o mundo exterior. Pouco tempo depois, agentes do FBI, da CIA e da agência " The Shop " invadem Haven e retiram o maior número possível de sobreviventes (matando quase um quarto dos sobreviventes), juntamente com alguns dos dispositivos criados pelas pessoas alteradas de Haven. 
Nas últimas páginas, David Brown é descoberto são e salva no quarto de hospital de Hilly Brown. 

## Influências
Em sua autobiografia On Writing, King atribui a premissa básica ao conto " The Color Out of Space ", de HP Lovecraft . Ele também usou um poema de sua infância para o preâmbulo do livro: 
| Late last night and the night before Tommyknockers, Tommyknockers knocking at the door. I want to go out; don't know if I can, 'cause I'm so afraid of the Tommyknocker man. | Tarde da noite passada e na noite anterior Os estranhos, os estranhos batendo na porta exterior. Eu quero sair; não sei se posso, porque eu tenho tanto medo do homem Estranho. |
| --- | --- |

O escritor e crítico Kim Newman disse que o romance que King "mais ou menos reescreveu Quatermass and the Pit "  um seriado de televisão do final dos anos 50, no qual uma espaçonave alienígena escavada em Londres evoca habilidades psíquicas latentes em alguns as pessoas que se aproximam dela. 
King escreveu The Tommyknockers em um momento em que a utilização de drogas alucinógenas  era uma parte significativa de sua vida. Metáforas para a escravidão do vício podem ser encontradas ao longo do livro. Em uma entrevista para a Rolling Stone, King reconheceu que a qualidade de seus escritos sofreu durante seu período de uso de drogas, dizendo: " Os Estranhos é um livro horrível". Esse foi o último que eu escrevi antes de ficar livre das drogas. "
Outros temas do livro incluem os perigos do avanço tecnológico descontrolado e a influência corruptora do poder. A transformação física das pessoas da cidade se assemelha aos efeitos tóxicos da radiação ionizante. 

## Adaptações
Uma minissérie de televisão em duas partes baseada no romance foi exibida em 1993 pela ABC, estrelando Jimmy Smits como Jim Gardner e Marg Helgenberger como Bobbi Anderson. 
A NBC anunciou em julho de 2013 que estaria produzindo uma nova minissérie baseada no livro.
O THR informou em 29 de março de 2018 que o diretor do filme The Conjuring o cineasta James Wan e produtor da adaptação de It para o cinema  Roy Lee vão juntar-se com o produtor Larry Sanitsky para criar uma versão para o cinema de The Tommyknockers.